# Martin Vriesema
Martin Vriesema (Koekange, 25 september 1961) is een Nederlandse sportverslaggever en auteur. 
Hij is in dienst bij de NOS en maakt reportages voor Studio Sport. Hij is onder andere de vaste interviewer voor de NOS bij grote zwemevenementen. Ook volgde hij enkele jaren Max Verstappen in de Formule 1.
In 2012 maakte hij de documentaire over de Golden Girls (Inge Dekker, Femke Heemskerk, Ranomi Kromowidjojo en Marleen Veldhuis), de 4x100 vrij zwemploeg die in voorbereiding was op de Olympische Zomerspelen van Londen.
Hij schreef drie boeken. In 2005 verscheen Honger naar Goud, Nederlandse topsporters over vreugde en verdriet. Hij schreef dit boek samen met Jules van der Wardt. In 2008 verscheen van zijn hand Over de grens: voetbalcoaches en hun buitenlandse ervaringen. Opnieuw was Van der Wardt de co-auteur. In 2013 schreef Vriesema de biografie Extreem, Het ware tennisleven van Martin Verkerk. De Nederlandse tennisser haalde in 2003 de finale van Roland Garros.